# Oxira nyx
Oxira nyx là một loài bướm đêm trong họ Noctuidae.